# Autoroute D4 (Slovaquie)
L'autoroute slovaque D4 (en slovaque : Diaľnica D4) est une autoroute du Sud-Ouest de la Slovaquie dont seulement un cours tronçon entre la frontière entre l'Autriche et la Slovaquie à Jarovce et la jonction avec l'autoroute slovaque D2 est en service. La liaison avec l'autoroute autrichienne A6 a été inaugurée le 19 novembre 2007.
Il est prévu de la prolonger pour créer un contournement de Bratislava et relier les routes slovaques D1 (autoroute) et R7 (voie rapide).